# Un cântec străbate lumea (film din 1933)
Un cântec străbate lumea (în germană Ein Lied geht um die Welt) este un film-muzical-dramă german din anul 1933, regizat de Richard Oswald, avându-i în rolurile principale pe actorii Joseph Schmidt, Viktor de Kowa și Charlotte Ander. O versiune în limba engleză a filmului intitulat My Song Goes Round the World a fost produsă în 1934 de British International Pictures, tot în regia lui Richard Oswald. Filmul conține elemente biografice din viața lui Joseph Schmidt, care apare el însuși în film.
Un film omonim din anul 1958 a fost, de asemenea, un film biografic despre viața tenorului născut în Bucovina. Filmul este numit după titlul unei melodii de succes a tenorului. 

## Conținut
Ricardo înalt doar de 1,54 m visează la o carieră de cântăreț. Însă datorită înalțimi sale mici, este respins chiar înainte de a-și demonstra talentul. După repetate refuzuri de acces din partea unui portar al unui post de înregistrări radio din Veneția, Ricardo începe să cânte în foaier. Directorul care îl aude, este foarte entuziasmat de vocea lui și îl angajează imediat cu contract.
Vocea puternică și frumoasă a lui Ricardo, devine pe calea undelor repede cunoscută de ascultători, dar nimeni nu-i cunoaște înfățișarea. Când Ricardo o întâlnește pe tânăra vânzătoare de discuri Nina și se îndrăgostește de ea, aceasta crede că prietenul său, chipeșul Rigo este renumitul interpret. Oare îl va putea iubi Nina pe adevăratul tenor plin de succes, dar atât de scund?

## Distribuție
- Joseph Schmidt – Ricardo
- Viktor de Kowa – Rigo
- Charlotte Ander – Nina
- Fritz Kampers – Simoni
- Carl de Vogt – Directorul teatrului
- Carl Auen – Danto, Directorul Operei
- Edith Karin – Secretara
- Ida Perry – Hangița
- Erich Bartels –
- Theo Lingen –

## Melodii din film (selecție)
Toate melodiile din film sunt interpretate de Joseph Schmidt.
- Land so wunderbar (O Paradis) din opera Africana – compozitor: Giacomo Meyerbeer
- Am Brunnen vor dem Tore – muzica: Franz Schubert
- Launisches Glück – muzica: Johann Strauss (fiul)
- Santa Lucia – muzica: Teodoro Cottrau
- Frag nicht – muzica: Hans May, text: Ernst Neubach;
- Voga, voga – muzica: Pietro Labriola
- Mal d'amore – muzica: Arturo Buzzi-Peccia
- Ein Lied geht um die Welt (Un cântec străbate lumea) –  muzica: Hans May, text: Ernst Neubach;

## Trivia
Premiera filmului a avut loc în Zoo-Palast din Berlin, la data de 9 mai 1933, cu o zi înainte de „arderea cărților”. În aceeași noapte, eroul principal fiind de origine evreiască, a trebuit să fugă la Viena. În 1938, la anexarea Austriei la Germania Nazistă, a fost nevoit din nou să emigreze. După ce a rătăcit prin Belgia, Franța și eșuarea unei încercări de emigrare în Statele Unite, Schmidt moare la 16 noiembrie în Elveția. Din cauza birocrației administrative, nu i s-a acordat nici un fel de ajutor medical.